# كارل فازر
كارل فازر (Karl Fazer؛ هلسنكي، 16 أغسطس 1866 - يوكيوينن، 9 أكتوبر 1932) مستشار تجاري ورجال أعمال ولاعب رماية فنلندي.
له أربعة أبناء، وهو جد رياضي الإبحار بيتر فازر. والده بيتر ادوارد فازر تاجر فراء سويسري المولد.
درس فازر الخـِبازة في برلين وباريس وسان بطرسبرغ قبل أن يصبح رائداً في مجال صناعة الحلويات الفنلندية. افتتح مع زوجته بيرتا محلاً للحلويات الفرنسية والروسية بهلسنكي في 17 سبتمبر 1891. بعد ذلك افتتح مصنعاً للشوكولاته وسكاكر في ضاحية بونافووري.
لا تزال شركة فازر التي أسسها موجودة. وصار العديد من منتجاتها من الكلاسيكيات. خصوصاً «أزرق فازر» ("Fazerin Sininen") وهي نوع من الشوكولاته غالباً ما يقارن مع حلوى السالمياكي التي تشكل جزءاً من الهوية الوطنية الفنلندية.
كان كارل فازر محباً للطبيعة، خبيراً بالطيور وصياداً براً وماءاً. أسس العديد من الحدائق الطبيعية في فنلندا.

## دورة الألعاب الأولمبية 1912
وكان أيضا رامياً ممتازا، شارك في دورة ستوكهولم الأولمبية عام 1912 ضمن فريق الرماية الفنلندي. فحل في المركز الثاني عشر في مسابقة التراب لفردي الرجال، وخامساً في التراب لفرق الرجال.

## وصلات خارجية
- كارل فازر على موقع الاتحاد الدولي (الإنجليزية)
- كارل فازر على موقع اللجنة الأولمبية الدولية (الإنجليزية)
- كارل فازر على موقع أوليمبيديا (الإنجليزية)

]